# Lampadario Azelin
Il lampadario Azelin (in tedesco Azelinleuchter) è un lampadario a ruota romanico, realizzato nell'XI secolo per la cattedrale di Hildesheim a Hildesheim, in Germania, patrimonio culturale mondiale dell'UNESCO dal 1985. È il più antico dei quattro lampadari a ruota esistenti di quel periodo, insieme al lampadario Hezilo, nello stesso edificio, al lampadario Barbarossa nella cattedrale di Aquisgrana e al lampadario Hartwig nell'abbazia di Comburg. Tradizionalmente creduto donazione del vescovo Azelin, è più probabile che sia stato fabbricato per conto del suo predecessore Thietmar. Pertanto, il lampadario talvolta chiamato lampadario Thietmar (Thietmarleuchter).

## Descrizione

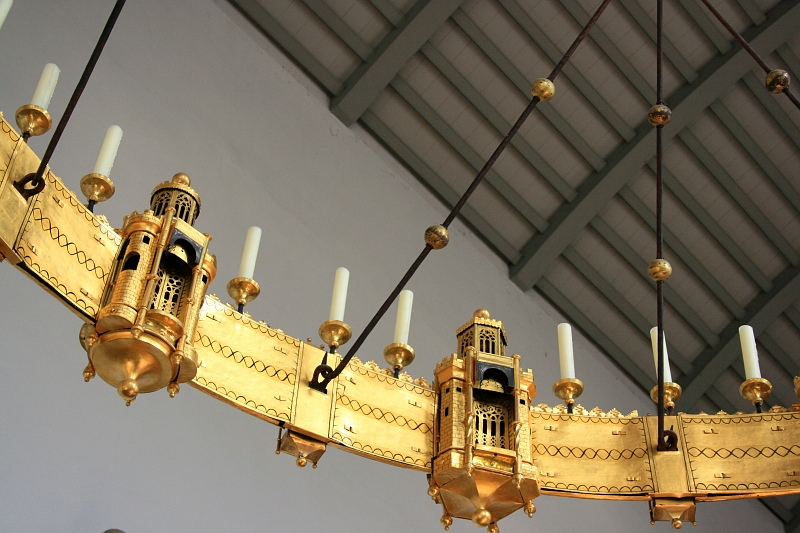
Dettaglio

Si tratta di un lampadario a ruota, anche chiamato corona o lampadario circolare. Come il più recente e più grande lampadario Hezilo, il lampadario Azelin è un cerchio circolare di rame dorato e banda stagnata, decorato con dodici torri e dodici portali. Tuttavia, la decorazione è molto più rada, limitata a una barra intrecciata al centro del cerchio e una ghirlanda di fogliame traforata sul bordo superiore del cerchio. I dodici corpi di guardia, a cui sono attaccate le funi che reggono il lampadario, sono di forma rettangolare con archi a tutto sesto e copertura. È possibile che una volta contenessero delle figure, ma queste avrebbero dovuto essere molto piccole e piatte. Le dodici torri sono più elaborate, a pianta esagonale. All'esterno hanno tre nicchie chiuse con porte traforate, all'interno una nicchia affiancata da due torri, alternatamente tonde e quadrate, decorate con merlature e finti mattoni. Le guglie delle torri si estendono sopra la parte superiore del cerchio del lampadario e sono alternatamente tonde e esagonali, con finestre traforate a imitazione di lanterne.
Il lampadario Azelin è stato più volte modificato nel corso dei secoli da aggiunte, rimozioni e riparazioni. L'immagine complessiva della Nuova Gerusalemme, illuminata e fluttuante nell'aria, che tutte le opere di questo tipo presentano, è stata mantenuta. Un importante e meticoloso restauro del lampadario è stato effettuato tra il 1982 e il 1989, riparando i danni della seconda guerra mondiale.

## Storia

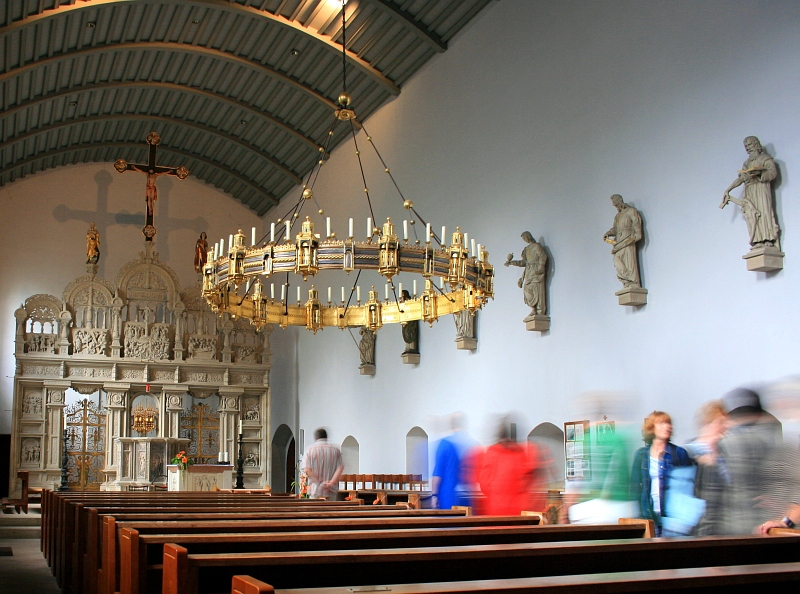
Il lampadario della chiesa di Sant'Antonio nel 2008, prima di essere riportato nella sua collocazione originaria nella cattedrale.

Il lampadario Azelin, che prende il nome dal suo presunto donatore, il vescovo Azelin (1044-1054) è il predecessore del lampadario Hezilo, il cui committente sarebbe appunto il vescovo successore Hezilo. Può essere che i lampadari fossero stati originariamente pensati in coppia, così come sono stati appesi per secoli nella cattedrale: il lampadario Hezilo nella navata, il lampadario Azelin (che è grande circa la metà) nel coro. I lampadari furono creati dopo il devastante incendio del 1046, in cui andarono distrutti la precedente cattedrali Altfrid e molti edifici vicini nel Domhof. Prima di questo, nella navata era appeso un lampadario a ruota d'oro e d'argento, donato da Bernward di Hildesheim, distrutto dall'incendio. La secolare tradizione che attribuiva al vescovo Azelin la commissione del lampadario dopo questo incendio è stata messa in discussione dal recupero di un documento del XVI secolo, che indica il suo predecessore Thietmar di Hildesheim come mecenate. Non è chiaro, in questo caso, come il lampadario sia sopravvissuto all'incendio del 1046.
Dal 1960, anno in cui furono ricostruiti la cattedrale e gli edifici adiacenti, il lampadario era appeso nella chiesa di Sant'Antonio, adiacente ai chiostri della cattedrale. Dopo il completamento degli ampi restauri della cattedrale, riaperta il 15 agosto 2014, e la conversione della chiesa di Sant'Antonio come museo della cattedrale, il lampadario Azelin è stato restituito alla cattedrale e posto di nuovo sopra l'altare, mentre il lampadario Hezilo, che prima era appeso lì, è stato riportato alla sua posizione originale nella navata.